# Turkey in the Straw
Turkey in the Straw è un brano musicale tradizionale degli inizi del XIX secolo, annoverato tra le canzoni popolari statunitensi più antiche e più celebri di tutti i tempi.

## Storia
La composizione del brano si deve probabilmente a più autori. La melodia del brano derivava probabilmente da quella della ballata irlandese My Grandmother Lived on Yonder Little Green o, secondo altri, da quella di una ballata popolare britannica intitolata Tea Rose Tree
Il brano venne reso popolare nei minstrel shows degli anni venti e trenta del XIX secolo, in particolare da interpreti blackface quali George Washington Dixon e Bob Farrell , ma ebbe probabilmente origine agli inizi dell'Ottocento. A quell'epoca, il brano era noto con il titolo di Natchez Under the Hill.
In seguito, il brano venne pubblicato per la prima volta nel 1834 con il titolo Zip Coon.
Il brano ottenne quindi una notevole popolarità nella seconda metà degli anni trenta del XIX secolo.
Il brano venne quindi pubblicato per la prima volta con il titolo Turkey in the Straw in uno spartito datato 1861.

## Testo e musica

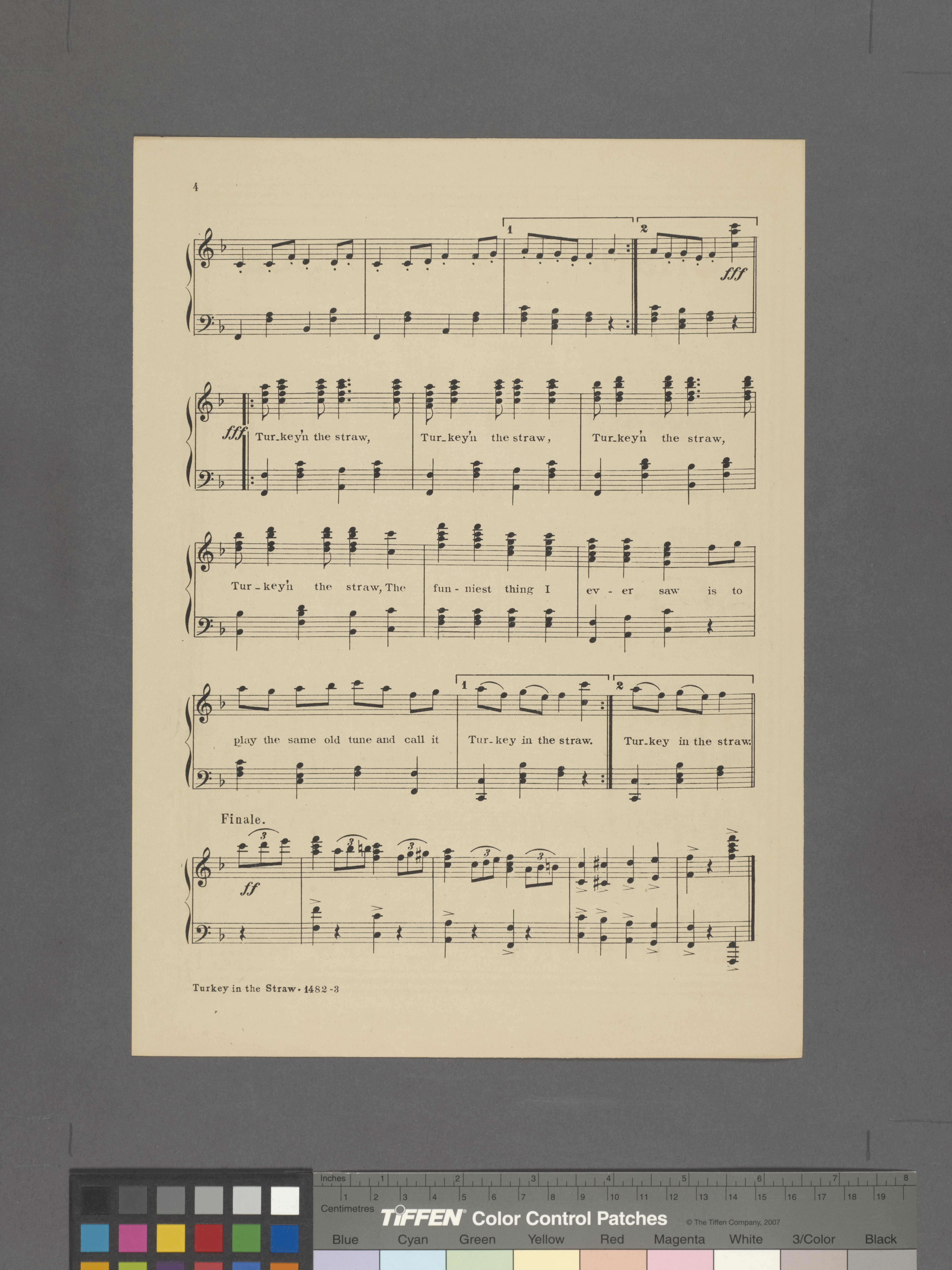
Uno spartito del brano

### Testo
Il testo del brano recita:
Turkey in de straw, turkey in de hay

Turkey in de straw, turkey in de hay

Roll 'em up an' twist 'em up a high tuc-ka-haw

An' twist 'em up a tune called Turkey in the straw

### Musica
Il brano è composto in un tempo binario (2/4 o 4/4).
Viene sovente eseguito come assolo di violino.

## Versioni

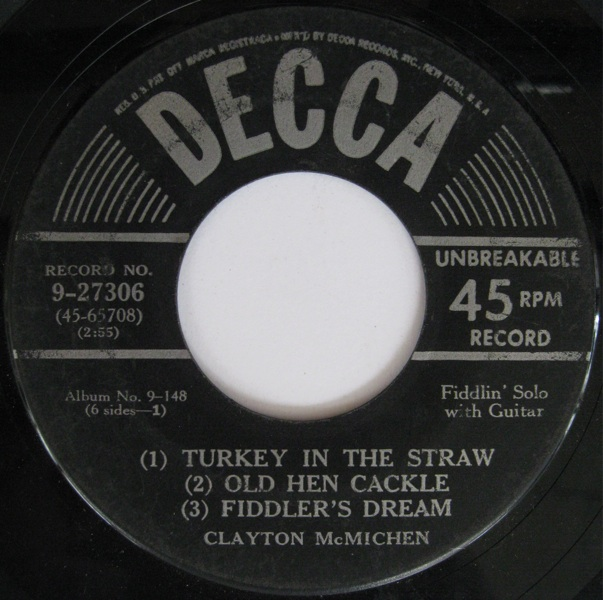
Il disco con la versione di Clayton McMichen pubblicata su etichetta Decca Records

Tra gli interpreti che hanno inciso o eseguito pubblicamente il brano, figurano (in ordine alfabetico) :
- Red Allen & Frank Wakefield (versione strumentale; 1994)
- Andrew F. Boarman (versione strumentale; 1978)
- Gary Brewer & The Kentucky Ramblers (1996)
- Frank Chacksfield e la sua orchestra (1965)
- Curly Ray Cline (versione strumentale; 1977)
- Michael Cooney (versione strumentale; 1968)
- Craig Duncan (versione strumentale; 2003)
- Ray Edenton (versione strumentale; 1966)
- Henry C. Gilliland & A. C. Robertson (versione strumentale; 1923)
- Ken Griffin (versione strumentale; 1961)
- Paul Hann (1983)
- Aubrey Haynie (versione strumentale; 1997)
- Clark Kessinger (versione strumentale; 1968)
- James Last (versione strumentale; 1977)
- Benjamin Luxon, Bill Crofut & Friends (versione strumentale; 1987)
- Mantovani e la sua orchestra (versione strumentale; 1959)
- Clayton McMichen
- Bill Monroe (versione strumentale; 1967)
- Art Rosenbaum (versione strumentale; 1973)
- The Sandpipers & The Golden Orchestra (1964)
- Frank Valdor (versione strumentale; 1972)
- The Virginia Squires (1984)
- Mike Wiseman (1966)

## Il brano nella cultura di massa
- Il brano è stato inserito nel primo cartone classico distribuito nel mondo della Disney del 1928 Steamboat Willie, dove si riconosce la celeberrima scena di Topolino che fischietta la canzone al timone di in vaporetto.
- Il brano è stato inserito nel film del 1973, diretto da George Roy Hill e con protagonisti Paul Newman e Robert Redford, La stangata (The Sting) .[1]